# Saliunca pallida
Saliunca pallida is een vlinder uit de familie bloeddrupjes (Zygaenidae). De wetenschappelijke naam van deze soort is voor het eerst geldig gepubliceerd in 1957 door Alberti.
De soort komt voor in tropisch Afrika.